# Juan de Marcos González
Juan de Marcos González (ur. 1954 w Hawanie) – kubański muzyk, wykonawca muzyki folk, członek zespołu Buena Vista Social Club. W 1978 utworzył grupę muzyczną Sierra Maestra. Zajął się także organizacją koncertów muzyków związanych z BVSC.
Nagrał m.in. album Ay Mi Cuba (2003) i Son De Baloy (2005). Wystąpił także w filmie muzyczno-dokumentalnym Buena Vista Social Club z 1999.